# ヴィーナス・プロジェクト
ヴィーナス・プロジェクト（英語: The Venus Project）は、科学的方法と技術を用いて貨幣ベース経済に替わる資源ベース経済（resource-based economy）の構築を目指す、構造力学者・工業デザイナーのジャック・フレスコ（Jacque Fresco）が合衆国フロリダ州ヴィーナスで創始した非営利団体である。再生可能エネルギーの拡大とエネルギー利用の効率化、都市の持続可能化と電脳化、産業の完全自動化とそれのもたらす生産増大による希少性の克服、賃金労働と代表制政治の撤廃、戦争放棄などを主張する。特にツァイトガイスト運動のドキュメンタリ・シリーズの中で紹介されてから国際的注目が高まっている。

## 創始
20世紀初頭のニューヨークで生まれ育ったジャック・フレスコは、世界恐慌と世界大戦を経験し、文明の在り方について興味を幼い頃から抱き始めた。ヴィーナス・プロジェクトは1980年代にフレスコとロクサン・メドウズ（Roxanne Meadows）の共同開発で始まり、1994年に法人化された。2002年にフレスコの主要著作『The Best That Money Can't Buy』が出版された。彼の人生を辿った映画『Future By Design』が2006年に、そしてヴィーナス・プロジェクトを取り上げたドキュメンタリの続編『Zeitgeist Addendum』が2008年に公開された。2010年を通してフレスコとメドウズは国際講演を行った。2011年、『Zeitgeist: Moving Forward』が劇場公開され、YouTube での再生回数が2000万を超えた。2012年、プロジェクトの目標と提案を集約した映画『Paradise or Oblivion』が公開された。同年、フレスコとメドウズの働きを取り上げた『Future My Love』がエディンバラ国際映画祭で上映された。
フロリダ州ヴィーナスの21.5エーカーの土地にプロジェクトは拠点を置く。フレスコの設計した10軒の建築が並び、講義と見学が催されている。